# Marinisme

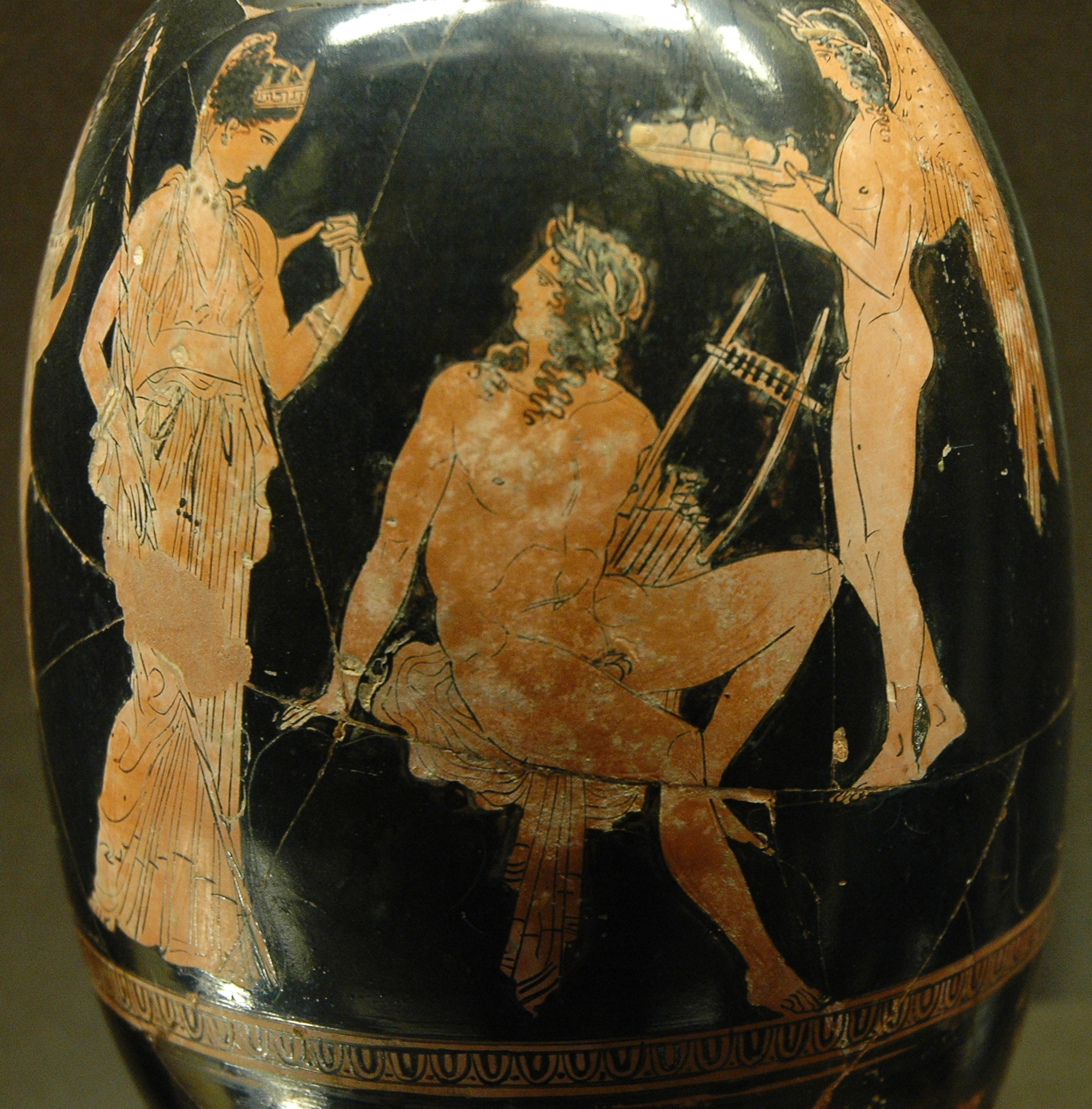
Adonis.

Le marinisme, marinismo en italien, est un style littéraire caractéristique de l’écriture baroque italienne inspiré par la publication, en 1623, de l’Adone par le Cavalier Marin.
Dans l’Adone, qui a pour sujet la fable mythologique d’Adonis, le Cavalier Marin mit un style vif, gracieux et pittoresque au service de son imagination débridée. Dans un temps où le bel esprit tendait à remplacer le sentiment, les traits recherchés et les faux brillants qu’il contenait provoquèrent l’enthousiasme et inspirèrent la mode du marinisme. Les poètes de son temps adoptèrent le style affecté, ces métaphores contournées et les descriptions ampoulées de l’Adone, que le Cavalier réussissait à se faire pardonner grâce à la fertilité de son imagination.
Le succès de l’Adone souleva, en Italie beaucoup d’admiration, mais également de critiques et y ralluma les querelles d’école. Le Cavalier Marin fut appelé le grand corrupteur du goût chez les Italiens. Ses défauts devinrent, pour ses partisans, comme Achillini, Basile, Durante ou Murtola, d’incontestables beautés. L’Académie des Humoristes à Rome fut le principal soutien de ces prétentions, mais plus tard celle des Arcades fut créée pour les combattre.
En France, les concetti de Marini trouvèrent une faveur particulière sous l’appellation de « pointes », où on peut les rapprocher du gongorisme espagnol et de l’euphuisme anglais.

## Quelques marinistes

### En Italie
- Claudio Achillini
- Francesco Pona
- Girolamo Preti
- Emmanuele Tesauro

### En France
- Tristan L'Hermite
- Saint-Amant

## Source
- Gustave Vapereau, Dictionnaire universel des littératures, Paris, Hachette, 1876, p. 1336-7.